# Pušovce
Pušovce (em húngaro: Pósfalva) é um município da Eslováquia, situado no distrito de Prešov, na região de Prešov. Tem 4,42 km² de área e sua população em 2018 foi estimada em 525 habitantes.

## Demografia
| Ano:        | 1994 | 2004   | 2014   | 2024   |
| ----------- | ---- | ------ | ------ | ------ |
| Broj ljudi: | 528  | 549    | 527    | 563    |
| Razlika:    |      | +3,97% | -4,00% | +6,83% |

| Ano:               | 2023 | 2024   |
| ------------------ | ---- | ------ |
| Número de pessoas: | 545  | 563    |
| Diferença:         |      | +3,30% |